# Johan Sebastian Welhaven

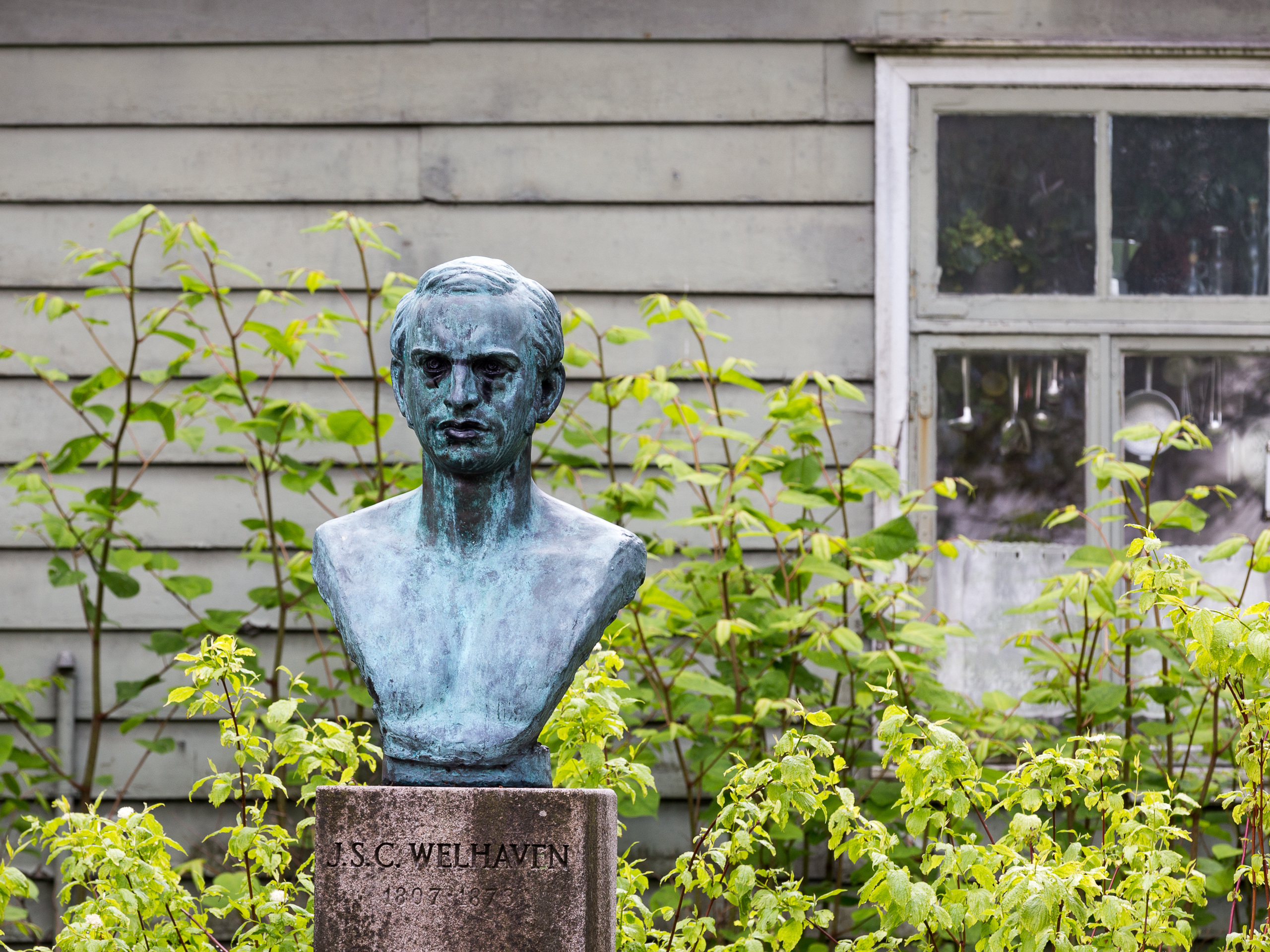
Welhaven Büste in Bergen

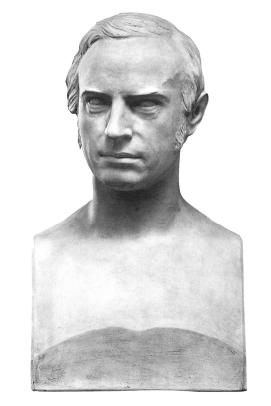
Büste Welhavens von Julius Middelthun 1867

Johan Sebastian Welhaven, „Johan Sebastian Cammermeyer Welhaven“ (* 22. Dezember 1807 in Bergen; † 21. Oktober 1873 in Christiania) war ein norwegischer Lyriker, Literaturkritiker und Kunsttheoretiker.

## Leben
Welhaven war der Sohn von Ernst Welhaven, Pfarrer am Aussätzigenspital St. Jørgen in Bergen. Seine Mutter war Else Margrete Cammermeyer, Tochter Johan Sebastian Cammermeyers, des residierenden Kapellans (Stellvertreter des Ortspfarrers) an der Kreuzkirche, und seiner Frau Maren Heiberg. Maren gehörte zum dänischen Zweig der Familie Heiberg und war Cousine des dänischen Dichters und Literaturkritikers Johan Ludvig Heiberg. Über diese Verwandtschaft kam Welhaven in nahen Kontakt zum dänischen Kulturleben.
1817 bis 1825 besuchte er die Kathedralschule in Bergen. Dort hatte er den Gelegenheitsdichter und Schöngeist Lyder Sagen als Lehrer in Norwegisch. Sagen lenkte das Interesse des jungen Welhaven auf bildende Kunst (Zeichnen) und Theorie der Ästhetik (Herder, Lessing, Winckelmann). Sagen legte Wert auf Reinheit des Stils und Wohlklang in Wort und Schrift. Er besuchte im ersten Winter nach seinem Examen artium die Zeichenschule, die Sagen 1824 gegründet hatte. Er wollte ursprünglich Kunstmaler werden, ließ jedoch davon ab, als der damals berühmteste Maler Norwegens, J. C. Dahl, sich abfällig über seine Produktion geäußert hatte.
Nach dem Zulassungsexamen an der Universität Christiania 1827, das er mit der Gesamtnote „non“ (der untersten Note für gerade noch bestanden), aber mit der besten Note in Philosophie bestanden hatte, begann Welhaven ein Theologiestudium, das er aber mangels Interesse bald aufgab. 1828 starb sein Vater, womit sein wirtschaftlicher Rückhalt wegfiel. Er versuchte, sich mit Privatunterricht bei der Oberschicht Christianias über Wasser zu halten. So und durch seine beginnende literarische Tätigkeit kam er mit führenden Leuten in Christiania in Kontakt: Graf Hermann Wedel-Jarlsberg, Kaufmann Christian Friedrich Gottlieb Herre (Vater des Dichters Bernhard Herre) und dem Buchhändler Dahl, der sein Mäzen wurde. Anregungen empfing er in Det norske Studentersamfund (Der norwegische Studentenverein), in dem er bald auf Grund seines Witzes und seiner Schlagfertigkeit zu einer zentralen Figur wurde. 1829 bis 1831 war er Redakteur der Vereinszeitung. Er wurde in das gesellschaftliche Leben Christianias eingeführt, in dem er wegen seiner Fähigkeiten in der Konversation und als Gelegenheitsdichter geschätzt wurde. Von besonderer Bedeutung für die Zukunft wurden seine Kontakte im Studentenverein mit anderen begabten Leuten, wie den Juristen Anton Martin Schweigaard, Bernhard Dunker, Frederik Stang und dem Historiker Peter Andreas Munch. Er befasste sich mit Johan Ludvig Heiberg, Schillers ästhetischen Abhandlungen und Wolfgang Menzel.

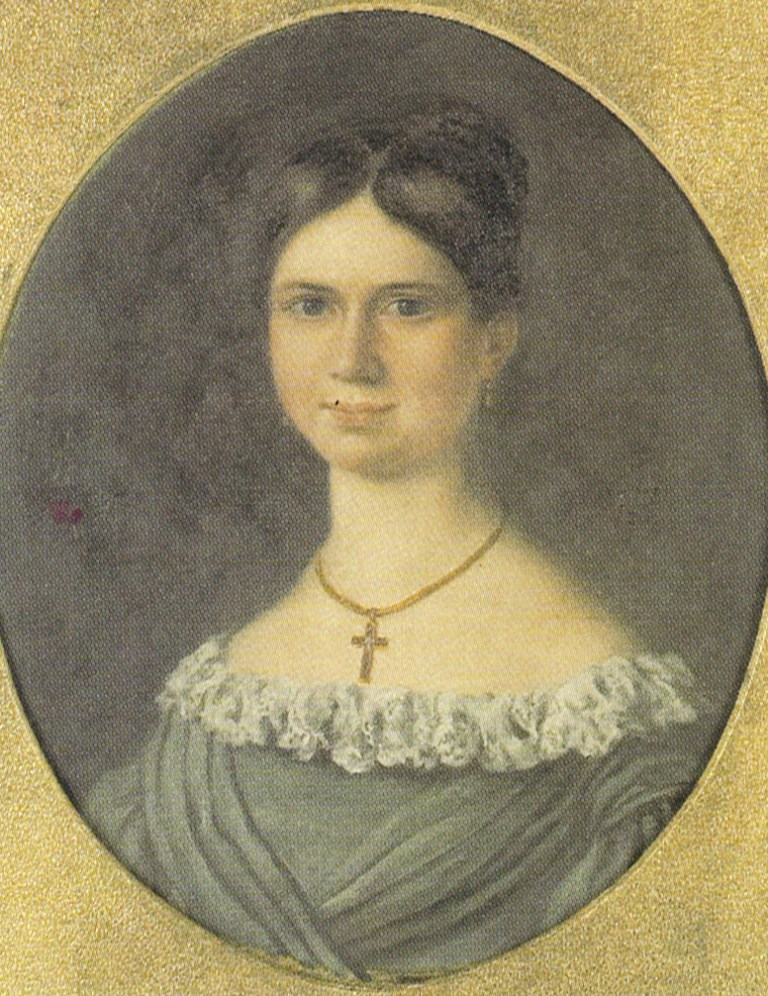
Ida Kjerulf

1830 begegnete er Henrik Wergelands 17 Jahre alter Schwester Camilla und sie verliebten sich ineinander. Welhaven hielt jedoch, sehr zur Trauer Camillas, nie um ihre Hand an. Stattdessen wurde seine große Liebe Ida Kjerulf, die Schwester des Komponisten Halfdan Kjerulf. Sie verlobten sich 1839, doch im Dezember des Jahres darauf starb sie. Welhaven setzte ihr im Gedicht Den Salige (Die Selige) ein Denkmal. 1845 heiratete er die Hauslehrerin Joséphine Bidoulac, Tochter eines nach Dänemark eingewanderten Franzosen.
1835 kam Welhaven erstmals nach Kopenhagen und traf dort die führenden Kulturpersönlichkeiten Johan Ludvig Heiberg, Christian Winther und Henrik Hertz.
Um 1840 verbesserte sich seine wirtschaftliche Situation allmählich. Der arme Oppositionelle mit unsicherer Zukunft etablierte sich im norwegischen Kulturleben. In der Universität wurde 1839 ein neues Lektorat für Philosophie eingerichtet, und er bewarb sich auf die Stelle. Sofort wurde er in der Presse scharf angegriffen. Er sei fachlich dafür nicht ausgebildet. Gleichwohl erhielt er vom Vizekanzler der Universität Graf Wedel die umstrittene Berufung als Lektor für zwei Jahre. Dies verstärkte noch die Angriffe in der Presse gegen seine Person. 1843 wurde seine Stelle zum festen Lektorat mit Aussicht auf eine Professur 1846 umgewandelt. Der norwegische Historiker Ludvig Daae war sein Schüler und fällte in seiner Autobiographie ein vernichtendes Urteil über seinen Lehrer: Welhaven „war ein Schauspieler am Katheder, der immer für einen Knalleffekt beim Abschluss sorgte,“ und er sei eine „Null“ in Philosophie gewesen. Keineswegs zeigten seine Schriften die Persönlichkeit Welhavens, denn er sei ebenso ängstlich gewesen in dem, was er drucken ließ, wie er ein Schwätzer gewesen sei in dem, was er sagte.
In der Zeit als Professor engagierte sich Welhaven gegen Alkoholgenuss und war aktiv in der Abstinenzlerbewegung „Den norske Forening mod Brændevinsdrik“ tätig. In dieser Zeit kam eine neue politische Idee auf, der „Skandinavismus“, der die Vereinigung der drei Reiche Norwegen, Schweden und Dänemark als Vision hatte. Für diese Bewegung hatte er große Sympathie, wenn er auch nicht an eine politische Vereinigung dachte, aber an eine alle drei Nationen übergreifende Kultur. Im Skandinavismus sah er auch ein Gegengewicht gegen den norwegischen Nationalismus. Bei skandinavischen Festen trat er in allen drei Ländern als Festredner auf.
1868 schied Welhaven aus der Universität aus. Aber seine Vergangenheit als Kritiker des studentischen Nationalismus holte ihn ein: Die Regierung schlug die höchste Pension von 1.200 Speziesthaler jährlich vor. Das Regierungskomitee setzte die Summe auf 100 Speziesthaler herab. Das Storting bewilligte schließlich am 12. November 1868 mit 55 gegen 54 Stimmen nur 800 Speziesthaler. Am gleichen Tag ehrten ihn die Studenten aus Protest mit einem Fackelzug zu seinem Haus und sangen erstmals das Lied Lyt nu du ludende sanger (Horche nun, Du dich neigender Sänger), gedichtet von Bjørnstjerne Bjørnson und vertont von Edvard Grieg, das als eines der schönsten norwegischen Gelegenheitsgedichte gilt.

## Der Kritiker und die Fehde mit Wergeland
Während seiner Studentenzeit folgte Welhaven der ästhetischen Polemik in Dänemark und protestierte öffentlich gegen die Situation der Literatur in Norwegen. Vor dem Hintergrund des dänischen Geisteslebens als Modell beklagte er die geistlose norwegische Gesellschaft gegenüber den idealen Forderungen einer geistvollen Gesellschaft selbstbewusster Individuen. In der von ihm und seinen Freunden geführten „Intellegensparti“ (Intelligenzpartei) innerhalb der Studentenschaft, war man entsetzt über das ihrer Meinung nach niedrige kulturelle Niveau in der Studentenschaft und der Gesellschaft überhaupt. Man empfand es als roh ohne die ästhetische und politische Kultur, wie man sie von Dänemark her kannte. Ganz besonders richtete sich die Ablehnung gegen Henrik Arnold Wergeland, Sprachrohr einer nationalistisch gesinnten Studentenbewegung. Dabei richtete sich seine Ablehnung nicht nur gegen die Dichtung und den Radikalismus Wergelands, sondern in gleicher Weise auch gegen den pompösen Patriotismus und die mangelnde Originalität der älteren Dichtergeneration.
Als Wergeland sein ambitioniertes Gedicht „Skabelsen, Mennesket og Messias“ – eigenartigerweise mit einer Zeichnung Welhavens als Titelblatt – veröffentlicht hatte, da wurde der Protest der „Intelligens“ öffentlich: Welhaven rückte am 15. August 1830 anonym das Gedicht „Til Henrik Wergeland“ ins Morgenbladet ein, das mit der oft zitierte Zeile: „Wie lange willst du wider die Vernunft rasen?“ beginnt. Er wollte den Tempel der Schönheit gegen die Barbaren verteidigen. Es folgte im handgeschriebenen Studentenblatt eine polemisch in Versform geführte Fehde zwischen Wergeland und Welhaven, die als „Stumpefeiden“ in die norwegische Literaturgeschichte eingegangen ist. „Stumpe“ nannte Wergeland seine ersten Verse, die er dort veröffentlicht hatte, und bedeutet „Stumpf, Stummel, Stück“. Es handelte sich in der Mehrzahl um aggressive Epigramme.
1832 verließen Welhaven und seine Freunde den Studentenverein und gründeten einen eigenen Studentenverein mit der Wochenzeitschrift Vidar (1832–1834). Er sah nun seine dringlichste Aufgabe als Kritiker. Die moderne ästhetische Kritik sollte auch ihren Repräsentanten in Norwegen haben. Denn es fehlte bislang eine nur an ästhetischen Maßstäben ausgerichtete sachliche Kritik. Diese richtete sich auch gegen Wergelands alle Grenzen sprengende Dichtung. Auf diese Kritik antwortete der Vater Wergelands mit der Schrift „Retfærdig Bedømmelse af Henrik Wergeland’s Poesi og Karakter“ (Rechtfertigende Beurteilung von Henrik Wergelands Poesie und Charakter). In Vidar veröffentlichte Welhaven 1832 den milieukritischen Artikel Christiania Vinter- og Sommerdvale (Christiania Winter- und Sommerschlaf). Parallel dazu veröffentlichte Welhaven das Pamphlet Wergelands Digtekunst og Polemik, ved Aktstykker oplyste (Wergelands Dichtkunst und Polemik, aufgezeigt anhand von Dokumenten). 1834 vervollständigte er seinen Feldzug gegen Wergeland mit seiner Sonettsammlung Norges Dæmring (Norwegens Dämmerung), demonstrativ zum Geburtstag des dänischen Dichters Adam Oehlenschläger am 14. November. Darin stellte Norwegen als stolze, schöne Natur, seine harten Lebensbedingungen, seine schlimme Geisteskultur auf dem Hintergrund des seiner Meinung nach prahlerischen Patriotismus in den 30er Jahren und der ebenso prahlerischen Politik dar. Es folgte Dæmringsfeiden (die Dämmerungsfehde), in welcher der Vater Wergelands allen Ernstes vorschlug, Welhavens Gedichtband am Verfassungstag am 17. Mai öffentlich zu verbrennen, was auch an einigen Orten geschah.
1836 reiste Welhaven abermals ins Ausland, besuchte einige Monate Paris und kehrte über Deutschland nach Christiania zurück. Dort wurde das Schiff von nationalistischen Demonstranten empfangen, die ihn mit wütendem Geschrei und Gegröle bis nach Hause verfolgten.
1838 kam es zur „Campellerschlacht“, einer Schlägerei im Theater in Christiania, nachdem Welhavens Anhänger ein Stück Wergelands hatten in einem Pfeifkonzert untergehen lassen wollen. Danach griff Welhaven Wergeland nicht mehr direkt an.

## Literarisches Werk
Der Ruf Welhavens als Lyriker beruht zunächst auf seinen Anthologien Digte (Gedichte) (1838), Nyere Digte (1844), Halvhundrede Digte (1848), Reisebilleder og Digte (1851) und En Digtsamling (1860) aus der Zeit, in der er eine Stellung an der Universität bekommen hatte. Darin zeigte er das breite Spektrum der Dichtkunst, das er beherrschte, vom elegischen Liebesgedicht „Den Salige“, über das kunstphilosophische Gedicht „Aand“ (Geist), das selbstanalytische „Det tornede Træ“ (der stachelige Baum) bis zum humorvoll nationalen I Kivledal und Dyre Vaa und Koll med Bilen (ein Wikingerporträt). Letztere sind auch heute in den Schulbüchern beliebt und werden oft auswendig gelernt. Gerade in diesen Gedichten zeigt sich Welhavens Bestreben die dänische Schriftsprache, derer er sich sonst bediente, stilsicher zu „norwegisieren“. Eine dauernde Quelle seiner Dichtung waren seine tiefe Liebe zu der zu früh verstorbenen Ida Kjerulf und die nationalromantisch geprägte Bewunderung für die norwegische Natur und die Traditionen. Die Gedichtsammlung stieß allerdings auch auf starke Kritik seitens des Intellektuellenzirkels „Det lærde Holland“.
Die meisten Gedichte Welhavens sind in Strophen aufgeteilt. Daher eignen sie sich gut für die Vertonung. Er gehört zusammen mit seinem Schwager Halfdan Kjerulf zu den Schöpfern des norwegischen Liedes, in dem der lyrische Text eng mit der Melodie verbunden ist. Lieder wie Til Fjelds over Bygden staar min Hu (Nach dem Berg über dem Kirchspiel steht mein Sinn) bilden den Kern der ältesten norwegischen Liedtradition, sowohl als Solonummer, als auch arrangiert für den ersten norwegischen Männerchor, „Den norske Studentersangforening“, gegründet 1845.
Die Themen, die Welhavens Dichtung umfassen, sind sehr konkret: Natureindrücke, Erinnerungen an seine Kindheit, eine Person, eine Situation. Charakteristischer Zug in seiner Dichtung ist das Streben nach Vergeistigung des Materiellen, oder mit seinen eigenen Worten: „Kunst ist die vergeistigte Auffassung des Bildes von der Wirklichkeit.“ Der wahre Dichter „gibt die Schönheit des Universums, wie es sich in ihn einsenkt, in einer idealen, konkreten Form wieder.“
In seinen literaturhistorischen Werken zeigt sich ein starkes Interesse an der norwegischen Linie in der dänisch-norwegischen Literatur. In diesem Zusammenhang engagierte er sich auch in der damaligen Debatte über ein spezifisch norwegisches Psalmenbuch und veröffentlichte 1838 Antydninger til et forbedret Psalmeverk (Ansätze für ein verbessertes Psalmenbuch).

## Bedeutung
Welhaven ist als Lyriker, Literaturkritiker und Kunsttheoretiker in Norwegen eine Gründergestalt. Literatursoziologisch repräsentiert er einen Modernisierungs- und Professionalisierungsprozess. Mit ihm wurde die Literaturkritik eine selbständige Gattung. Als Lyriker begründete er eine Traditionslinie der idealistischen formstrengen Lyrik in der norwegischen Literatur. Von sich sagte er: „Mit mir hat die norwegische Literatur nach dem Standpunkt und den Forderungen der europäischen Aufklärung begonnen.“